# Jean-François Girault
Jean-François Girault (* 1954) ist ein französischer Diplomat.

## Leben
Von 10. September 2002 bis 19. Oktober 2006 war er Botschafter in Damaskus.
Von 2006 bis Juli 2009 war er Botschafter in Bagdad.
Seit August 2010 ist er Botschafter in Hanoi.
| Vorgänger                              | Amt                                           | Nachfolger    |
| -------------------------------------- | --------------------------------------------- | ------------- |
| Charles de Bancalis de Maurel d’Aragon | Französischer Botschafter in Syrien 2002–2006 | Michel Duclos |
| Bernard Bajolet                        | Französischer Botschafter im Irak 2006–2009   | Boris Boillon |
| Hervé Bolot                            | Französischer Botschafter in Vietnam 2010–    | —             |